# Sathima Bea Benjamin
Sathima Bea Benjamin (* 17. Oktober 1936 in Johannesburg; † 20. August 2013 in Kapstadt) war eine südafrikanische Jazzsängerin, -komponistin und Songtexterin.

## Leben
Die in Kapstadt aufgewachsene Benjamin sang zunächst in der Kirche, auf lokalen Gesangswettbewerben und Tanzveranstaltungen sowie in Nachtclubs, bevor sie 1957 mit der Coloured Jazz and Variety-Show auf Südafrika-Tournee ging. Von Saxophonist Kippie Moeketsi wurde sie 1959 auf der Jazzszene von Kapstadt eingeführt, wo sie ihren späteren Pianisten Dollar Brand kennenlernte. Erste Aufnahmen aus dem gleichen Jahr mit seinem Trio wurden nicht veröffentlicht. Aufgrund der sich zuspitzenden politischen Situation nach dem Massaker von Sharpeville 1960 ging sie mit ihrem Lebenspartner Brand, dessen Bassisten Johnny Gertze und seinem Schlagzeuger Makaya Ntshoko ins Exil nach Europa. In Zürich gelang es ihr, Duke Ellington auf sich aufmerksam zu machen. Auf dessen Initiative kamen 1963 Schallplattenaufnahmen in Paris zustande, auf denen er selbst, Billy Strayhorn und das Trio von Brand mitwirkten; sie wurden jedoch damals nicht veröffentlicht – angeblich gingen die Bänder verloren – und erschienen erst 1996.
Ellington lud Benjamin 1965 in die USA ein, um mit ihr auf dem Newport Jazz Festival aufzutreten. Ein festes Engagement in seiner Band lehnte sie jedoch anschließend ab, weil das eine Trennung von Brand, den sie im Februar 1965 geheiratet hatte, bedeutet hätte. Sie lebte die nächsten Jahre mit Brand in New York, wo sie, da sie nicht durch Schallplattenaufnahmen bekannt war, nur gelegentlich Auftrittsmöglichkeiten hatte. Stattdessen kümmerte sie sich um die Karriere ihres zum Islam konvertierten Mannes und zog den gemeinsamen Sohn, Tsakwe, groß. Brand nannte sich fortan Abdullah Ibrahim.
Erst 1976 konnte sie gemeinsam mit Ibrahim in Südafrika mit der Schallplatte African Songbird ihre erste Veröffentlichung vorlegen. In Südafrika brachte sie auch ihre Tochter Tsidi zur Welt, die heute unter dem Namen Jean Grae als Rapperin aktiv ist. Zurück in New York wohnten Benjamin und Ibrahim Ende der 1970er Jahre im Chelsea Hotel. Im Jahr 1979 gründete sie in New York das Plattenlabel Ekapa, auf dem Tonträger von Ibrahim, aber auch neun Schallplatten und CDs von ihr erschienen, die ihre gesanglichen Fähigkeiten und ihre Ausdruckskraft unter Beweis stellten. Ihre LP Dedications wurde 1982 für einen Grammy nominiert. Offen unterstützte sie die südafrikanische Befreiungsbewegung. Benjamin arbeitete mit anerkannten Jazzmusikern aus den USA zusammen, wie Carlos Ward, Kenny Barron, Larry Willis, Buster Williams, Billy Higgins und Ben Riley. Ihr Album Cape Town Love, das sie 1999 in ihrer Heimatstadt aufgenommen hatte, entstand mit südafrikanischen Musikern.

## Ehrungen
Im Oktober 2004 verlieh ihr der südafrikanische Präsident Thabo Mbeki den Silbernen Ikhamanga-Orden, um ihre Beiträge zum Jazz, aber auch zum Kampf gegen die Apartheid zu würdigen.

## Schriften
- Carol Ann Muller, Sathima Bea Benjamin: Musical Echoes. South African Women Thinking in Jazz. Duke University Press, Durham (North Carolina) 2011, ISBN 978-0-8223-4914-3